# Tamsweg (huyện)
Bezirk Tamsweg là một huyện hành chính (Bezirk) ở bang Salzburg, Áo.
Huyện này có diện tích 1.019,69 km², với dân số 21.283 người (15 tháng 5 năm 2001), và mật độ dân số 21 người trên mỗi km². Trung tâm hành chính huyện là Tamsweg.
| Năm    | 1869  | 1880  | 1890  | 1900  | 1910  | 1923  | 1934  | 1939  | 1951  | 1961  | 1971  | 1981  | 1991  | 2001  |
| ------ | ----- | ----- | ----- | ----- | ----- | ----- | ----- | ----- | ----- | ----- | ----- | ----- | ----- | ----- |
| Dân số | 13009 | 12868 | 12417 | 12974 | 14054 | 13785 | 14419 | 14283 | 16558 | 17519 | 19116 | 20106 | 20622 | 21283 |

- Nguồn: Statistik Austria

## Phân chia hành chính
Huyện này được chia thành 15 đô thị, three của m are phố thị (market town).

### Phố thị
1. Mauterndorf (1.850)
2. St. Michael im Lungau (3.590)
3. Tamsweg (5.936)

### Các đô thị
1. Göriach (371)
2. Lessach (575)
3. Mariapfarr (2.213)
4. Muhr (631)
5. Ramingstein (1.388)
6. St. Andrä im Lungau (738)
7. St. Margarethen im Lungau (771)
8. Thomatal (341)
9. Tweng (310)
10. Unternberg (984)
11. Weißpriach (335)
12. Zederhaus (1.250)

(dân số thời điểm ngày 15 tháng 5 năm 2001)
==Tham khảo==